# Plánování přechodu z ústavu do komunity
Plánování přechodu z ústavu do komunity je důležitou součástí sociální práce (součástí deinstitucionalizace či transformace ústavní péče), kdy se zasazujeme o zkvalitnění života jedince. Jinak řečeno, jde o návrat do společnosti (po určité době, strávené v ústavní péči, která již není potřeba) - a to za pomoci a podpory sociální práce a činností sociálního pracovníka. Důležitou součástí takového procesu je individuální plánování, stejně jako komunitní plánování. Komunitní plánování (sociálních a návazných služeb v regionu obce s rozšířenou působností) pomáhá najít vhodné příležitosti a podmínky pro sociální začlenění. Přechod z ústavní péče do komunity vede k životní spokojenosti a vyšší životní úrovni člověka. To je v souladu s aktuální Národní strategií rozvoje sociálních služeb na období 2016-2025.
Při aplikování plánu přechodu do praxe, využíváme dostupné a odpovídající metody sociální práce, stejně jako vytvořené metodiky a doporučení pro práci s jednotlivými cílovými skupinami - v konkrétních případech. Důležitý je podíl multidisciplinární spolupráce, kdy se do procesu přechodu zapojují subjekty, které patří v tento moment do podpůrné sítě. Při transformaci mohou nastat i typické problémy, které lze řešit. Ty souvisí s určitými cílovými skupinami a vazbami na sítě služeb v komunitě.

## Východiska
Státy Evropské unie jsou založeny na společných hodnotách, které jsou ustanoveny v Listině základních práv Evropské unie. Tyto hodnoty podporují proces přechodu z ústavu do komunity. V Listině je vyzdvižena lidská důstojnost, která je nedotknutelná a která musí být respektována a chráněna. Lidé mají rovněž právo na to, aby vedli důstojný a nezávislý život a aby se podíleli na společenském a kulturním životě. Z toho vyplývá, že je důležité umožnit klientům žít v komunitně, kde je podporována jejich nezávislost a kde se mohou přímo účastnit společenského života. Osoby se zdravotním postižením mají právo na opatření, která zajistí jejich nezávislost, sociální a profesní začlení a jejich účast na životě ve společnosti. Součástí Listiny je i boj proti sociálnímu vyloučení, kdy má být zajištěna důstojná existence pro všechny, kdo nemají dostatečné prostředky.
Česká republika má dále vlastní dokumenty, které stanovují hodnoty důležité pro život každého občana a které podporují život v komunitě. Za prvé se jedná o Listinu základních práv a svobod, která je součástí Ústavy ČR a podle které má každý člověk nárok na svobodu a zachování lidské důstojnosti. Za druhé je důležité zmínit Zákon č. 108/2006, o sociálních službách, podle kterého musí rozsah a forma pomoci a podpory zachovávat lidskou důstojnost osob, které se o sebe nezvládnou postarat sami. Život v komunitě podporuje samostatnost klientů, motivuje je k aktivní činnosti a posiluje jejich sociální začleňování. Sociální služby musí být vždy poskytovány v zájmu klientů takovým způsobem, aby byla dodržována jejich lidská práva a základní svoboda.
Důležitou smlouvou o lidských právech a základních svobodách je Úmluva o právech osob se zdravotním postižením, kterou v roce 2006 přijalo Valné shromáždění OSN. Mezi základní zásady patří respektování přirozené důstojnosti, osobní nezávislosti, svobody volby a samostatnosti osob. Zdůrazňuje se důležitost plného a účinného zapojení a začlenění osob se zdravotním postižením do společnosti. Všechny státy, které přijaly tuto Úmluvu, musí zajistit a podpořit realizaci lidských práv a základních svobod všem zdravotně postiženým osobám. Jedním z cílů je zvyšování povědomí v celé společnosti o situaci těchto osob, o jejich schopnostech a přínosu. Toho se dá mimo jiné dosáhnout i tím, že zdravotně postižené osoby nebudou žít izolovaně v ústavech, ale stanou se běžnou součástí místní komunity. Díky tomu lze i efektivněji bojovat proti stereotypům a předsudkům. Dále je nutné umožnit osobám se zdravotním postižením žít nezávislý život s plným zapojením do všech oblastí života společnosti. Tyto osoby musí mít stejně jako ostatní občané možnost zvolit si místo svého pobytu a nesmí být nuceni k životu ve specifickém prostředí.

## Definování základních pojmů
Ústavem rozumíme instituci, kde profesionálové poskytují klientům celodenní péči včetně ubytování a stravy. Z hlediska věku mohou být klienty osoby všech věkových kategorií. Z hlediska poskytované péče jde např. o školská zařízení pro výkon ústavní nebo ochranné výchovy, o sociální zařízení jako jsou domovy pro seniory, domovy se zvláštním režimem apod.
Ústavní péče v minulosti odrážela tendence společnosti stavět velké objekty “mimo civilizaci” a separovat tak klienty od běžného života. Současným trendem ve vyspělých zemích je naopak zmenšovat ústavy až na velikost rodinných domů či bytových jednotek. Tato tendence se jeví jako správná hned z několika důvodů - jednak je z ekonomického hlediska ústavní péče tou nejdražší variantou; ale především - i když má různé cíle, od poskytnutí chybějícího domova dětem až po péči o osobu s pokročilou demencí, vždy jde o péči, která s sebou nese řadu rizik… např. nepřiměřenou psychickou zátěž po vytržení z přirozeného prostředí, sociální vyloučení, neschopnost se následně adaptovat po odchodu z ústavu do běžného života. Z důvodu těchto negativních souvislostí by měla být klientovi nabídnuta ústavní péče až jako poslední varianta, poté co selžou jiné varianty, klientovi bližší.
Komunitou se rozumí společenství osob, které žijí nebo kooperují v jedné instituci nebo v jedné lokalitě. Není jednoduché přesně pojem definovat, nicméně společným jmenovatelem komunity je spolupráce osob na společném úkolu, uspokojení potřeb jako je blízkost, sounáležitost, vzájemná péče, společné hodnoty. Komunita má svoji atmosféru a zavedenou komunikaci, má svoje pravidla. V praxi se můžeme setkat s několika typy komunit: občanská, výcviková, terapeutická, spirituální. Jako jedinec můžeme vstoupit do již vzniklé komunity a participovat na její činnosti, respektovat její zásady, pravidla, a sdílet její hodnoty, nebo se můžeme podílet na vzniku nové komunity, pakliže ještě neexistuje (např. po přistěhování se do obce založíme komunitu maminek dětí předškolního věku, která má za cíl poskytovat vzájemnou podporu, hlídání, doučování apod.)
Za komunitní péči můžeme označit jednak situaci, kdy je péče poskytována v rámci komunity jednotlivými členy mezi sebou. Nebo tak můžeme označit péči, která spočívá v nabídce státních a nestátních institucí pro členy určité komunity.

## Cílové skupiny a související druhy ústavní péče
Ústavní péči v ČR zajišťuje stát v případech, kdy je potřeba, aby byla jedinci zajištěna jiná forma péče a výchovy, pokud se nemůže postarat rodina či někdo další.
Resorty ústavní péče: Ministerstvo zdravotnictví zajišťuje kojenecké ústavy a dětské domovy pro děti do 3 let. Ministerstvo školství, mládeže a tělovýchovy ČR zajišťuje diagnostické ústavy, dětské domovy, dětské domovy se školou, výchovné ústavy a dětská centra (zařízení, pro děti, které potřebují okamžitou pomoc = ZDVOP). Ministerstvo práce a sociálních věcí zajišťuje například domovy pro osoby se zdravotním postižením...
Z pohledu cílových skupin dělíme institucionální péči na:
- Ústavní péči pro děti a mladistvé

Jedná se o typ náhradní rodinné péče, kdy rodiče nemohou tuto povinnost zabezpečit. Patří sem: Zařízení pro děti vyžadující okamžitou pomoc (tzv. ZDVOP), Diagnostický ústav, Dětský domov, Dětský domov se školou (zkráceně DDŠ), Výchovný ústav.
- Ústavní péče o seniory

Ústavní péče zahrnuje kromě léčeben pro dlouhodobě nemocné a domovů pro seniory i domy s byty zvláštního určení s pečovatelskou službou, kde mohou pohodlně žít soběstační lidé. V praxi se setkáme spíše s případy odchody seniora z komunity do zařízení ústavní péče.
- Ústavní péče o osoby s postižením.

Patří sem tělesné, mentální a kombinované postižení. Mezi zařízení sem patří např. Domovy pro osoby se zdravotním postižením.
- Ústavní péče o osoby duševně nemocné

Zařízení pro osoby s duševním onemocněním

## Proces plánování přechodu z ústavu do komunity

#### Společné principy přechodu z institucionální na komunitní péči
Respektování pravidel klientů a začlenění do rozhodovacích procesů, prevence institucionalizace, tvorba komunitních služeb, rušení institucí, restrikce investic v existujících institucích, rozvoj lidských zdrojů, efektivní využití zdrojů, kontrola kvality, holistický přístup, zvyšování povědomí.

## Plán přechodu
Pro tuto oblast jsou vytvořeny návody pro sociální pracovníky v praxi. Například Rádce pacienta - řeší odchod pacienta z nemocnice z jeho pohledu, vysvětluje situaci ohledně léků, dopravu sanitkou, na co se zeptat lékaře před odchodem, u rizikových pacientů má poskytovatel za úkol upozornit obecní úřad 3. obce, i u dětských pacientů v obtížné rodinné situaci. Oblast přechodu do komunity z ústavního zařízení pro mladistvé, přibližuje například Metodika pro práci s mladistvými opouštějící prostředí ústavní výchovy.
Jak dobře zvládnout přechod klienta z ústavu do komunity podrobně popisuje metodika Karlovarského kraje, která se zaměřuje na odchod z domova pro osoby se zdravotním postižením.
Podstatná práce v klientově přechodu spočívá v jeho individuálním plánu. Ten je potřeba aktualizovat, během toho dbát na zapojení klienta do procesu, protože se individuální plány často orientují na život klienta v pobytovém zařízení nikoli na způsob jejich života v komunitě. Při mapování jeho situace je vhodné se zaměřit na údaje jako jsou: průběh života v zařízení a délka pobytu, věk, výše příjmů, přání a očekávání od budoucího bydlení - s kým a kde, vztahy a sociální kontakt - rodina, partner/ka a blízké osoby, schopnost orientace v prostředí, zájmy atd.. Pro odchod do komunity je také možné vytvořit dotazník samostatnosti, může být podkladem pro tvorbu plánu nácviku potřebných dovedností. Kromě zmíněného dotazníku může být prospěšná také mapa potřeb, z níž vyplývá, jaký charakter podpory by klient pro úspěšný život v komunitě potřeboval.
Následujícím krokem je vytvořit plán přechodu, v němž by se mělo uvažovat o pozici klienta v komunitě, jeho přijetí v ní, sociálních vazbách v novém místě. Také zmapovat případná bezpečnostní rizika a přijít s plánem kroků pro jejich zmírnění, přemýšlet o způsobu zajištění nejvyšší možné zdravotní péče - zmapovat dostupnost a možná zdravotní rizika, probrat s klientem jeho představu o životě v komunitě, kde chce bydlet a s kým, koho by měl rád poblíž, jaká bude jeho denní náplň, co by si přál ze stávajícího života zachovat, jaké dovednosti potřebuje osvojit či vylepšit pro zvýšení své samostatnosti. Při učení klienta potřebným dovednostem je dobré se zaměřit na to, jaký je jeho učební styl a využívat ho.
Před odchodem klienta z pobytové služby se musí zajistit nové bydlení v komunitě, místo nového bydliště zmapovat - př: dostupná občanská vybavenost. Užitečné může být, pokud se klient před nastěhováním v novém prostředí zorientuje. Dále se musí domluvit návazné sociální služby, pokud si klient jejich užívání přeje. V takovém případě je prospěšné před odchodem uspořádat se službou schůzku, aby se klientovi lépe přecházelo. Vhodné je také zmapovat zdroje neformální podpory v prostředí a pomoci klientovi nalézt možnosti každodenního vyžití, dalším krokem je detailní rozpis využívané potřebné podpory v každodenním životě klienta a zajištění veškerých potřebných dokumentů (příspěvek na péči, zdravotní dokumentace, doklady o dosaženém vzdělání atd.). Před odchodem z ústavu pomoci klientovi získat všechny dosažitelné dávky, aby jeho životní náklady byly dobře zajištěny. V neposlední řadě také podporovat klienta ve vlastním rozhodování a převzetí odpovědnosti, jelikož ústavní zařízení mívá mnohé věci pevně stanoveny a prostor pro vlastní rozhodování má klient omezen. Při přechodu do komunity a v následných několika měsících by měl klient obdržet zvýšenou asistenci a podporu.

## Zkušenosti s transformací ústavní péče a odkazy včetně zahraniční praxe
- ČR přijala Úmluvu o právech lidí se zdravotním postižením (2008). Článek 19 pojednává o nezávislém způsobu života a začlenění do společnost, čímž zakotvuje právo každého člověka žít mimo ústav. Zákon o sociálních službách rovněž zdůrazňuje potřebu začlenit znevýhodněné lidi do společnosti.[12]
- Je důležité věnovat se dále definování ústavu (izolace, potlačení individuality, řízení životů lidí) a komunitním sociálním službám (alternativa ústavu - zvýšení kvality života, běžné prostředí...).
- Důležité aspekty transformace - orientace na člověka, komunitní služby, kvalita života…[13]
- Lze čerpat z konkrétních efektivních příkladů z Nového Zélandu, Jordánska, USA,...

Konkrétní příklad deinstitucionalizace (2017).
Znaky a vodítka procesu deinstitucionalizace (transformace ústavní péče v péči komunitní) vytvořeno v rámci projektu „Zkvalitňování procesu přechodové fáze transformace Domova Háj“ klíčové aktivity 04 – Koordinace a konzultace procesu transformace. Archivováno 29. 4. 2021 na Wayback Machine.
Přechod v rámci EU.
Konkrétní dokumenty, kterými se přechod řídí:
- Evropský guide přechodu (Common European Guidelines on the Transition from Institutional to Community-based Care).[15]
- Přechod od ústavních ke komunitním službám (deinstitucionalizace) je slovy Evropské komise zveřejněn on-line v českém jazyce.[16]
- From institutions to living in the community - webové stránky věnované tématu přechodu do komunity.[17]

Zpráva expertní skupiny MPSV (2009) 
- Instituční péči lze chápat jako péči, která je poskytována v segregujících, ubytovacích institucích. V těchto institucích dochází k odosobnění klientů, kteří se denně věnují rutinním činnostem, což způsobuje jejich útlum a pasivitu (King, Raynes, Tizard, 1971). Klienti často nemají dostatečnou kontrolu nad vlastními životy a nemohou činit rozhodnutí, která se jich přímo týkají.
- Je dokázáno, že pokud je vytvořena síť fungujících komunitních služeb, většina klientů preferuje život v komunitě před životem v ústavu.
- Klienti žijící v komunitě vykazují vysokou úroveň sociálního začlenění a životní spokojenosti.